# Ashley Hartman
Ashley Christina Hartman, född 31 augusti 1985 i Orange County, Kalifornien, är en amerikansk skådespelare och fotomodell.

## Filmografi
- Abominable - Karen Herdberger
- Mystic Blood - Cheryl
- Quintuplets (TV-serie) -Tiffany Hellberg
- OC (TV-serie) - Holly Fischer